# L7nnon
Lennon dos Santos Barbosa Frassetti (Rio de Janeiro, 30 de março de 1994), mais conhecido artisticamente pelo seu prenome estilizado L7nnon, é um rapper e compositor brasileiro. Ficou conhecido nacionalmente e internacionalmente pelas canções "Freio da Blazer", "Perdição", "Ai, Preto" e "Desenrola, Bate, Joga de Ladin".

## Carreira
Criado no bairro carioca de Realengo, L7NNON ganhou destaque após lançar Hip Hop Rare (2020), seu segundo álbum de estúdio pela Warner Music Brasil, que lhe permitiu se apresentar no MTV Millennial Award, ocasião em que foi premiado. No ano seguinte, teve seus primeiros resultados comerciais, colocando duas músicas no ranking anual dos maiores sucessos do Brasil, segundo dados da Pro-Música Brasil. A PMB concedeu a certificação de diamante que denota trezentas mil unidades de venda à "Corte Americano", uma colaboração gravada em conjunto com Filipe Ret e produzida por Chris Beats ZN.
Em março de 2022, participou pela primeira vez do Lollapalooza Brasil onde, durante o show de Jack Harlow, interpretou "Freio da Blazer". "Desenrola, Bate, Joga de Ladin", lançado no mês seguinte, se tornou um hit entre os dez primeiros nas paradas Billboard Brazil Songs e Spotify Brazil e em Portugal, e uma entrada na parada paraguaia.
Em 2023, L7NNON anunciou a criação da sua própria gravadora, chamada “Hip Hop Rare” que tem como objetivo, impulsionar a carreira de novos talentos da cena do Rap  Nacional e ajudá-los a alcançar o grande público. 
Em 2025, realizou os testes e foi aprovado para compor o elenco da novela das sete Dona de Mim, interpretando o rapper Ryan, par da personagem Camila (Giovanna Lancellotti), marcando a sua estreia no meio artístico.

## Filmografia

### Televisão
| Ano  | Título      | Personagem | Notas         |
| ---- | ----------- | ---------- | ------------- |
| 2025 | Dona de Mim | Ryan       | [ 12 ] [ 13 ] |

## Discografia

### Álbuns de estúdio
- 2019 - Podium
- 2020 - Hip-Hop Rare
- 2024 - IRRASTREÁVEL

### EP
- 2018 - Escolhas
- 2023 - Me espera

### Singles
- 2017 – "Mais Um Capítulo"
- 2018 – "Trágico"
- 2018 – "Meus Planos"
- 2018 – "Despertadores"
- 2018 – "Jasmin" (com Dolla)
- 2018 – "Barcelona" (com PK e Mun-Ra)
- 2018 – "Já Venci"
- 2018 – "Notas" (com Azzy e Papatinho)
- 2018 – "Sangue, Suor & Sabedoria"
- 2018 – "Refém" (com Xamã, Maia e John)
- 2019 – "Não Olhe Pra Trás" (com DJ Caíque)
- 2019 – "Silvana"
- 2019 – "Namorado" (com Mun-Ra)
- 2019 – "Perdição"
- 2019 – "Déjà Vu" (com Dolla e Maia)
- 2019 – "Acabou" (com PK, Xamã e Califfa)
- 2019 – "Sirene" (com Mãolee)
- 2019 – "Função"
- 2020 – "Abre a Porta"
- 2020 – "Berenice" (con Bin e Dfideliz feat. Califfa)
- 2020 – "Algumas Frases"
- 2020 – "Morrão" (com Babu Santana e Papatinho)
- 2020 – "Cardi B"
- 2020 – "Equação" (com Mun-Ra)
- 2020 – "Hip Hop Rare"
- 2020 – "Probleminha Diário" (com MC Hariel e Califfa)
- 2020 – "Nada é Pra Sempre"
- 2021 – "Chama Lá" (com Gaab)
- 2021 – "Freio da Blazer"
- 2021 – "Geribá" (com Califfa e Oik)
- 2021 – "Jogando Pra Tropa" (com Papatracks, Oik e Nog)
- 2021 – "Da Boca"
- 2021 – "O Pai Tá On" (com Costa Gold, MC Caverinha e Patinho)
- 2021 – "Corte Americano" (com Filipe Ret e Chris Beats ZN)
- 2021 – "Mais Que Isso"
- 2021 – "Muro de Berlim" (com PK e Rafael Portugal)
- 2021 – "Eita, Menina" (com Lagum e Mart'nália)
- 2021 – "Vivendo no Auge" (com MC Maneirinho)
- 2021 – "Visão" (com DJ Zullu e Leo do Kick)
- 2021 – "A Culpa é do Papato" (com Papatinho, Orochi e Luccas Carlos)
- 2021 – "HB20" (com Papatinho)
- 2021 – "Hermès" (com MD Chefe)
- 2021 – "Sem Dó" (com Matuê)
- 2022 – "Quem Me Protege Não Dorme" (com MC Paulin da Capital e Papatinho)
- 2022 – "Outro Lugar" (com Ajaxx e Leo do Kick)
- 2022 – "Desenrola, Bate, Joga de Ladin" (com DJ Bel da CDD e Os Hawaianos, DJ Biel do Furduncinho)
- 2022 – "Sei Que Tu Gosta Muito" (com DJ Biel do Furduncinho)
- 2022 – "Ai Preto" (com DJ Biel do Furduncinho & Bianca)
- 2022 – "Facilitei"  (com Ajaxx & Laudz)
- 2025 – "Fundamento das Ruas"  (com AR Baby)

## Prêmios e Indicações
| Ano  | Prêmio   | Categoria        | Trabalho indicado                                      | Resultado | Ref           |
| ---- | -------- | ---------------- | ------------------------------------------------------ | --------- | ------------- |
| 2022 | MTV MIAW | Artista Musical  | Ele mesmo                                              | Indicado  | [ 14 ] [ 15 ] |
| 2022 | MTV MIAW | Beat BR          | Ele mesmo                                              | Indicado  | [ 14 ] [ 15 ] |
| 2022 | MTV MIAW | Coreô Envolvente | "Desenrola Bate Joga de Ladin" (L7NNON e Os Hawaianos) | Indicado  | [ 14 ] [ 15 ] |